# Steins (Weischlitz)
Steins ist ein Ortsteil der Gemeinde Weischlitz im sächsischen Vogtlandkreis. Er wurde am 1. Juli 1950 nach Schwand eingemeindet, welches sich am 1. Januar 1994 mit sechs weiteren Gemeinden zur Gemeinde Burgstein zusammenschloss. Diese wurde wiederum am 1. Januar 2011 in die Großgemeinde Weischlitz eingegliedert. Seitdem bildet Schwand mit Steins einen Ortsteil der Gemeinde Weischlitz.

## Geografie

### Lage und Verkehr
Schwand befindet sich im Zentrum der Gemeinde Weischlitz und im Norden der einstigen Gemeinde Burgstein. Der in der nördlichen Ortsflur entspringende Steinser Bach entwässert über den Kröstaubach in die Weiße Elster.
Steins befindet sich im Westen des Vogtlandkreises und im sächsischen Teil des historischen Vogtlands. Geografisch liegt der Ort im Zentrum des Naturraums Vogtland (Mittelvogtländisches Kuppenland).
Der Ort ist mit der vertakteten RufBus-Linie 53 des Verkehrsverbunds Vogtland an Weischlitz, Oelsnitz und Gutenfürst angebunden.

### Nachbarorte
|        | Rodersdorf                                  |         |
| Dehles | Kompassrose, die auf Nachbargemeinden zeigt | Kröstau |
|        | Schwand                                     |         |

## Geschichte
Steins wurde erstmals urkundlich im Jahr 1303 als Stens erwähnt. Der Name des Orts hat einen slawischen Ursprung und stammt von "Sden" oder "Stan" ab. Die heutige Schreibweise ist seit 1640 belegt. Bezüglich der Grundherrschaft gehörte Steins anteilig zu den Rittergütern Schwand, Geilsdorf und als Amtsdorf zum Amt Plauen. Kirchlich gehört Steins seit jeher zu Thossen. Steins gehörte bis 1856 zum kursächsischen bzw. königlich-sächsischen Amt Plauen. 1856 wurde der Ort dem Gerichtsamt Plauen und 1875 der Amtshauptmannschaft Plauen angegliedert.
Am 1. Juli 1950 wurde der Weiler Steins nach Schwand eingemeindet. Durch die zweite Kreisreform in der DDR kam die Gemeinde Schwand mit Steins im Jahr 1952 zum Kreis Plauen-Land im Bezirk Chemnitz (1953 in Bezirk Karl-Marx-Stadt umbenannt), der ab 1990 als sächsischer Landkreis Plauen fortgeführt wurde. Am 1. Januar 1994 schloss sich die Gemeinde Schwand mit sechs weiteren Gemeinden zur Gemeinde Burgstein zusammen, die ihren Namen vom Berg Burgstein mit seinen beiden Kirchenruinen erhielt. Diese gehörte seit 1996 zum Vogtlandkreis. Seit der Eingliederung der Gemeinde Burgstein in die Großgemeinde Weischlitz bilden Schwand und Steins seit dem 1. Januar 2011 einen gemeinsamen Ortsteil von Weischlitz. Am 1. März 2011 wurde der Weiler Steins als offizieller Ortsteil von Weischlitz gestrichen.